# Music for the broken keys
Music for the Broken Keys — второй студийный альбом российской электро-рок-группы Punk TV
выпущенный весной 2007 года продюсерской компанией Soundhunters и переизданный в феврале 2008 года концерном Союз.
В отличие от дебютного альбома Punk TV (составленный на 90 % из инструментальных композиций) 5 треков из 9 оказались вокальными, и каждая песня стала «классикой» Punk TV. Во многом благодаря вокальным номерам группа смогла преодолеть стереотипное представление о группе, как о «примитивно-инструментальном коллективе для узкого круга слушателей» сделала качественный шаг вперед, заняв плацдармы, прежде недосягаемые для российских независимых коллективов.

## Оценка прессы
Punk TV bang out «Vala Svala» and some might say that it’s a bit controversial what has been said about this band but it is positive so tough. These guys are like the Pet Shop Boys but with balls. They have made an electro track that sounds amazing and the vocals are just mesmerizing, they have gone for quality rather than what will sell 200k Singles. This is a proper kick ass tune.— Mark Moore, Contactmusic.com

This is like Depeche Mode on acid with all its psychedelic sounds, soft Pet Shop Boys like vocals and lush keyboards.— Dj Astro, Unimeri.com

…на новом альбоме «Music for the Broken Keys» сибиряки подкрутили все ручки до идеального баланса: эффектный звук, внятные мелодии и короткие куплеты здесь подобраны в самых верных пропорциях, а надоедливая гулкость сменилась энергичным и подвижным драйвом. … Общий принцип их звучания прост: перемешать все со всем, гитарные рифы сплести с электронным битом, а романтическую печаль, излагаемую на «универсальном» английском, воплотить в бойкой танцевальной форме. Punk TV в этом ряду смотрятся даже привлекательнее соседей: тех же нью-йоркских Ratatat они легко обгоняют по эмоциональности и, в отличие от 120 Days, не так загружают сознание психоделическим краут-роком.— Георгий Биргер, TimeOut Magazine, Москва, 27 Марта 2007

Два года назад дебютный диск Punk TV грянул подобно грому среди провинциальной безмятежности нашего музыкального небосклона. Помимо прочего на пластинке был использован весь арсенал ню-рейверов, вошедших в моду в этом сезоне, как то: манчестерский гитарный саунд и синтезаторная психоделика. На «Music For The Broken Keys» жители Новосибирска заходят куда дальше, нежели на дебютнике, оставляя пресловутый синдром второго альбома на откуп одноразовым неудачникам. Клубящийся звук Punk TV не претерпел никаких существенных изменений, но, как говорится, есть нюансы. Стало больше вокальных треков (тут их целых три), а гитары теперь оттеняются пышно-кружевной электроникой. Рассуждая об этой пластинке, совершенно необязательно жонглировать пустыми и надуманными терминами — музыка Punk TV существует вне зависимости от принятых в европейской прессе классификаций. Альбом звучит свежо и весело, порой обгоняя моду на полкорпуса — а это ощущение не спутаешь ни с каким другим.— Дмитрий Вебер, Rolling Stone Россия, Июнь 2007

Три принца из Новосибирска, загадочные и юные, играют манчестерскую волну не хуже самих британцев. Хэппи Мандейз и Нью Ордер, привитые к сибирским саженцам, приносят хороший урожай: здешние поклонники подобной музыки наконец-то не чувствуют себя обделенными — из самого центра Евразии неожиданно подул западный ветерок.— Олег Нестеров, Newsweek Россия 

## Список композиций

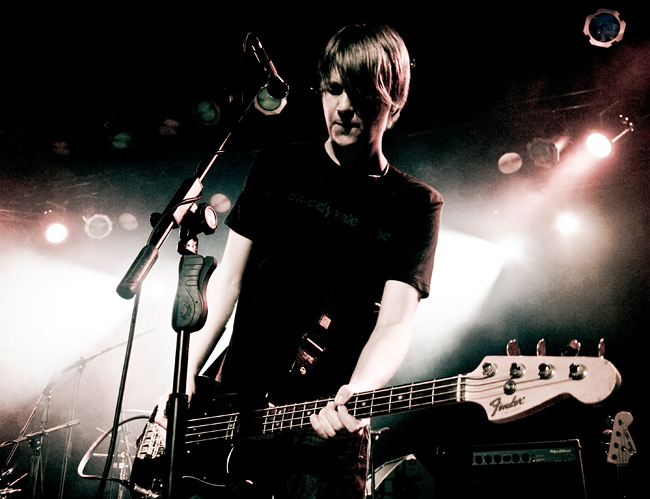
Комаров во время съемок концерта для O2TV (Москва), Август 2008.

Все композиции написаны: музыка Punk TV/слова Владимир Комаров
1. «(A Dream) Within A Dream» — 04:19
2. «Hello!Raveboy» — 04:31
3. «Armia Opium» — 05:00
4. «Vala Svala» — 04:09
5. «December Comes Tomorrow» — 03:28
6. «Appleberry Lovestory» — 04:02
7. «Subatronica» — 05:29
8. «Rollercoaster» — 05:48
9. «Good Morning 1985» — 02:32

### Переиздание лейбла Союз
Переиздание было выполнено в формате 2CD Digipack с альтернативной обложкой и оформлением. Второй диск представлял собой ремиксовую версию альбома, выполненную как другими артистами, так и самими участниками группы («Vala Svala» и «Subatronica»).
| №  | Название                                                     | Длительность |
| -- | ------------------------------------------------------------ | ------------ |
| 1. | «(A Dream) Within A Dream» (Lumiere and Googah december mix) | 6:08         |
| 2. | «Hello!Raveboy» (Andriesh mix)                               | 10:48        |
| 3. | «Armia Opium» (Spieltape mix)                                | 6:14         |
| 4. | «Vala Svala» (International Crisis breaks version)           | 3:25         |
| 5. | «December Comes Tomorrow» (Lumiere and Googah dream mix)     | 4:56         |
| 6. | «Appleberry Lovestory» (Gex mix)                             | 5:12         |
| 7. | «Subatronica» (Polar Teddy Bear dub)                         | 4:25         |
| 8. | «Rollercoaster» (Instrumental)                               | 5:47         |
| 9. | «Good Morning 1985» (Goolug mix)                             | 4:32         |

## Участники записи
- Алекс Кельман — программирование, microKORG
- Владимир Комаров — вокал, бас, гитара, Фендер-Родес, фортепиано, программирование, губная гармоника
- Константин Никонов — ударные, оформление обложки и дизайн буклета

Приглашенные музыканты
- Павел Коба — гитара в инструментальном треке «Armia Opium» и песне «Vala Svala»
- Мария Шумилова — бэк-вокал в песне «December Comes Tomorrow»

Работники студии
- Алексей Сибирцев — запись звука в песне «December Comes Tomorrow» на студии Gigant Record (Москва, Россия), менеджмент записи всего альбома
- Валерий Черкесов — микширование в песне «December Comes Tomorrow»
- Гатис Закис — запись звука на студии Sound Division Studios (Рига, Латвия)
- Сергей Наменко — запись звука на студии Gigant Record
- Юрий Данилин — микширование на студии Gigant Record
- Shawn Joseph — мастеринг